# Puri (Distrikt)
Der Distrikt Puri (Oriya ପୁରୀ ଜିଲ୍ଲା Purī Jillā) befindet sich im indischen Bundesstaat Odisha. Verwaltungssitz ist die namensgebende Stadt Puri.

## Lage
Der Distrikt erstreckt sich über eine Fläche von 3852 km² (nach anderen Angaben 3051 km²).
Er befindet sich an der Küste des Golfs von Bengalen. Im Westen grenzt er an den Chilika-See.

## Einwohner
Beim Zensus 2011 betrug die Einwohnerzahl 1.698.730. Das Geschlechterverhältnis lag bei 963 Frauen auf 1000 Männer.
Die Alphabetisierungsrate belief sich auf 84,67 % (90,85 % bei Männern, 78,28 % bei Frauen).
96,83 % der Bevölkerung bekennen sich zum Hinduismus, 2,71 % sind Muslime.

## Verwaltungsgliederung
Der Distrikt besteht aus einer Sub-Division: Puri Sadar.
Zur Dezentralisierung der Verwaltung ist der Distrikt in 11 Blöcke unterteilt:
- Astarang
- Brahmagiri
- Delang
- Gop
- Kakatpur
- Kanas
- Krushnaprasad
- Nimapara
- Pipili
- Puri Sadar
- Satyabadi

Des Weiteren gibt es 11 Tahasils:
- Astarang
- Brahmagiri
- Delang
- Gop
- Kakatpur
- Kanas
- Krushnaprasad
- Nimapara
- Pipili
- Puri
- Satyabadi

Im Distrikt befinden sich folgende ULBs: die Municipality Puri sowie die drei Notified Area Councils (NAC) Konark, Nimapada und Pipili. Außerdem sind 230 Gram Panchayats im Distrikt vorhanden.